# Schaapvolte
Schaapvolte (ook: Schaopwas) is een plas tussen Eext en Eexterhalte in de Nederlandse gemeente Aa en Hunze. De waterplas heeft een natuurlijke leembodem. Die zorgt ervoor dat het water niet kan wegzijgen naar het lager gelegen grondwater en dus een hoger waterpeil gehandhaafd blijft.
Een schaapvolt of schaopvolte werd vroeger gebruikt om in juni de schapen te wassen. De herder en de eigenaren dreven voor het scheren de schapen naar de plas. Men waste er de beesten een voor een zodat de wol voor het scheren goed schoon was. Hieraan ontleent De Schaopwas zijn naam.
De plas verloor ten slotte zijn functie als wasplaats, het is nu een recreatie visvijver die wordt gepacht door hengelsportvereniging De Schaopwas. Verder is er een restaurant met dezelfde naam. Een naburige camping heet Schaopvolte, evenals de nabijgelegen parkeerplaats aan de N33.